# Antonio Urdinarán
Antonio Urdinarán Barrena (ur. 30 października 1898 w Montevideo, zm. 8 czerwca 1961 tamże) – urugwajski piłkarz grający na pozycji napastnika.
Jako piłkarz klubu Defensor Sporting był w kadrze reprezentacji Urugwaju podczas turnieju Copa América 1916 – pierwszych w dziejach mistrzostw Ameryki Południowej oraz pierwszych w dziejach mistrzostw kontynentalnych. Urugwaj zdobył tytuł pierwszego mistrza Ameryki Południowej, jednak Urdinarán nie zagrał w żadnym meczu. W 1917 roku przeniósł się do klubu Club Nacional de Football.
Jako piłkarz klubu Nacional wziął udział w turnieju Copa América 1920, gdzie Urugwaj zdobył trzeci tytuł mistrza Ameryki Południowej. Urdinarán zagrał we wszystkich trzech meczach – z Argentyną, Brazylią i Chile. W meczu z Brazylią zdobył w 26 minucie bramkę z rzutu karnego, ale w drugiej połowie musiał opuścić boisko z powodu kontuzji. Ponieważ regulamin nie przewidywał zmian w trakcie meczu, Urugwaj musiał grać w dziesiątkę. Pomimo tego drużyna urugwajska wysoko, bo aż 6:0, pokonała Brazylię.
Wciąż jako gracz Nacionalu wziął udział w turnieju Copa América 1922, gdzie Urugwaj był dopiero trzeci. Urdinarán zagrał we wszystkich czterech spotkaniach – z Chile (zdobył bramkę), Brazylią, Argentyną i Paragwajem.
Był w kadrze reprezentacji Urugwaju podczas Igrzysk Olimpijskich w 1924 roku. Urugwaj zdobył złoty medal, jednak Urdinarán nie zagrał w żadnym meczu.
Urdinarán od 19 lipca 1916 do 17 grudnia 1922 rozegrał w reprezentacji Urugwaju 17 meczów i zdobył 2 bramki.
Jego młodszy brat Santos Urdinarán był również znanym piłkarzem, mistrzem świata z 1930.